# Jennifer Morrison
Jennifer Marie Morrison (sinh ngày 12 tháng 4 năm 1979) là một nữ diễn viên, nhà sản xuất phim, đạo diễn người Mỹ.

## Thời thơ ấu
Morrison sinh ra ở Chicago, Illinois, và lớn lên ở Arlington Heights, Illinois. Cô là con cả trong ba anh chị em; em gái của cô, Julia, là một ca sĩ-nhạc sĩ và nhà trị liệu âm nhạc, và anh trai của cô, Daniel, là một giám đốc ban nhạc trường trung học. Cha cô, David L. Morrison, là một giáo viên âm nhạc đã nghỉ hưu và là giám đốc ban nhạc trường trung học được Hội đồng Giáo dục Tiểu bang Illinois đặt tên là Giáo viên của năm vào năm 2003.
Morrison học Trường trung học South Middle, và sau đó tốt nghiệp từ Trường trung học Prospect (nơi cha mẹ cô làm việc) vào năm 1997. Cô là bạn của nhà văn Ian Brennan. Cô là một người chơi Clarinet toàn bang trong ban nhạc diễu hành của trường, hát trong dàn đồng ca, và là một người đội trưởng cổ vũ trong trường đội cổ vũ của trường. Cô theo học tại Đại học Loyola Chicago, nơi cô học chuyên ngành Kịch và được đào tạo bằng tiếng Anh, tốt nghiệp năm 2000. Cô theo học tại Nhà hát Steppenwolf trước khi chuyển đến Los Angeles, California để theo đuổi sự nghiệp trong diễn xuất.